# Kokoshnik (arquitectura)

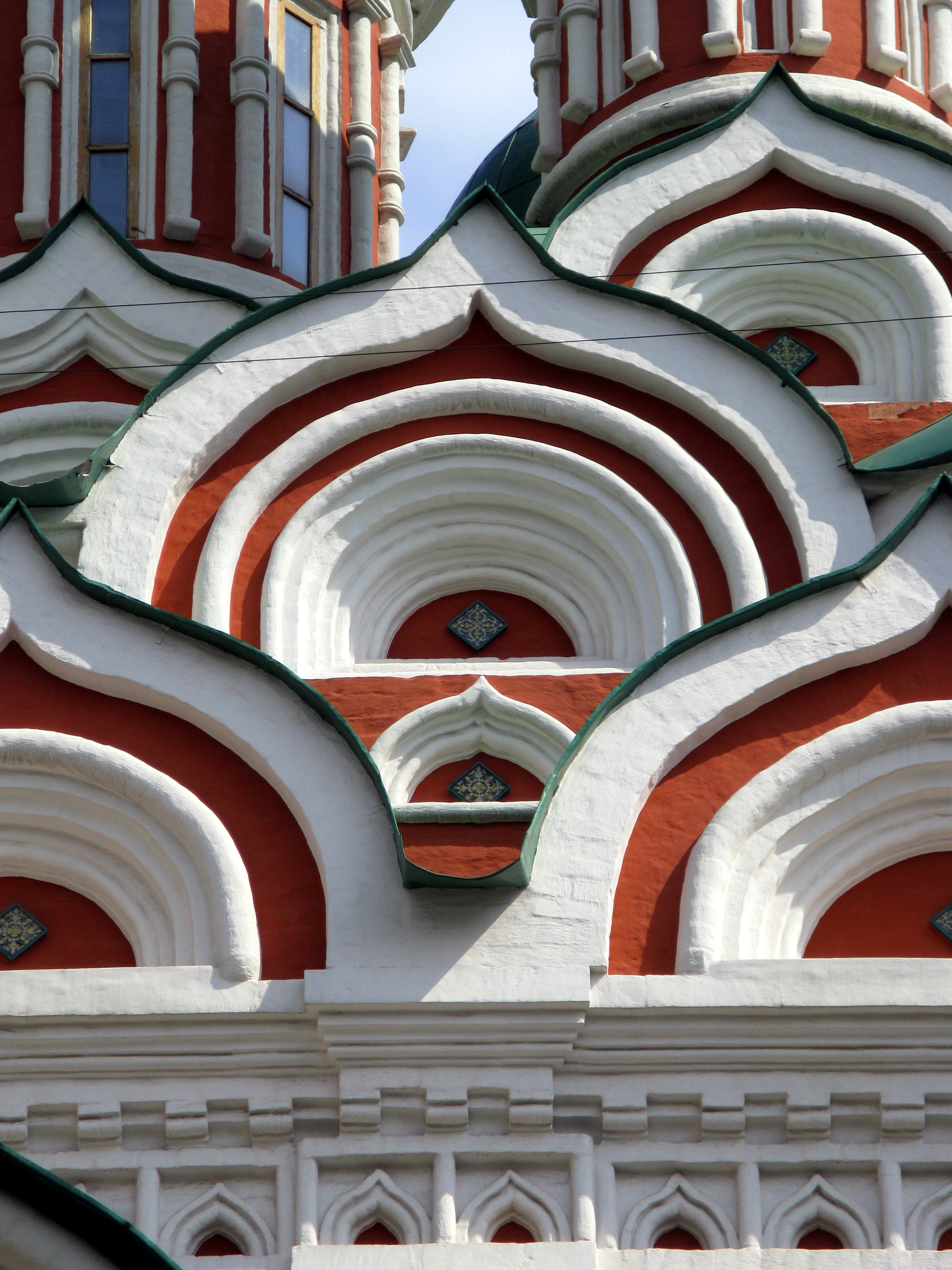
Los kokóshniks de la iglesia de la Santísima Trinidad en Nikítinki, Moscú.

Kokóshnik (del ruso: Коко́шник), es un vocablo ruso que se usa, en arquitectura, para describir un elemento decorativo exterior usado en la arquitectura tradicional de Rusia, consistente en el apilamiento de arcos de medio punto o conopiales (con una escota en forma de quilla) en la parte superior de los muros de las iglesias. A diferencia de las zakomaras, que siguen la curvatura de la bóveda sobre la que están dispuestos y que soportan una parte del peso de dicha bóveda, los kokóshnik son pura decoración y no llevan ningún peso.
Los kokóshniks se utilizaron en la arquitectura de las iglesias rusas del siglo XVI, y fueron especialmente populares en el siglo XVII. Se dispusieron en muros, en las bases de las cubiertas en pabellón, en los marcos de las ventanas, o en filas por encima de las bóvedas.
Kokóshnik comparte su nombre con el tocado tradicional ruso usado por mujeres y niñas.

## Ejemplos

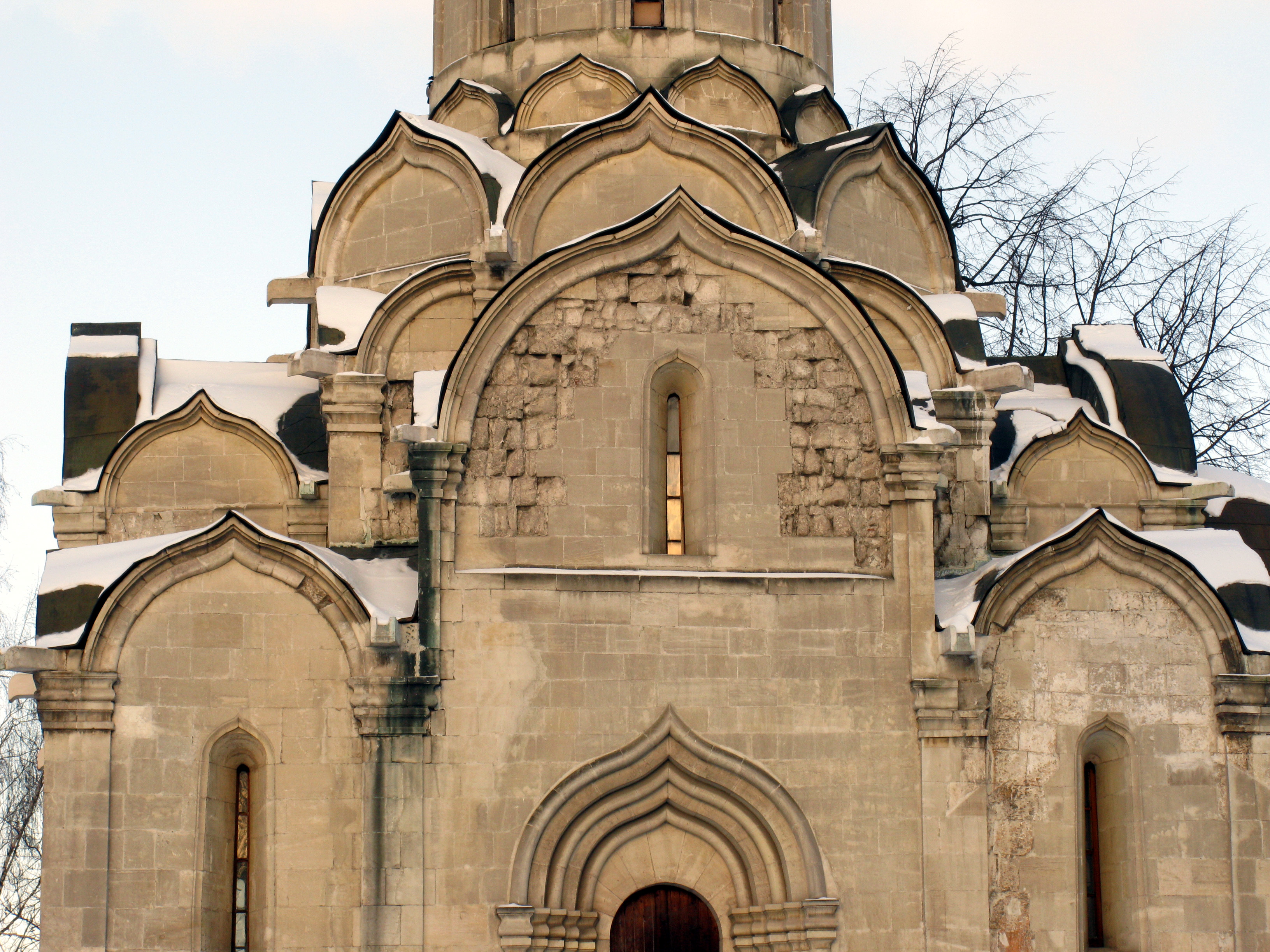
La catedral de Spassky del monasterio de Andrónikov muestra una combinación de kokóshniks (encima) y de zakomaras (abajo).
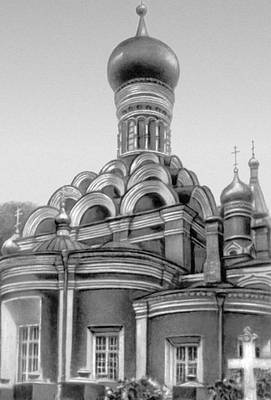
La Pequeña Catedral del monasterio Donskoy, con tres filas de grandes kokóshniks.
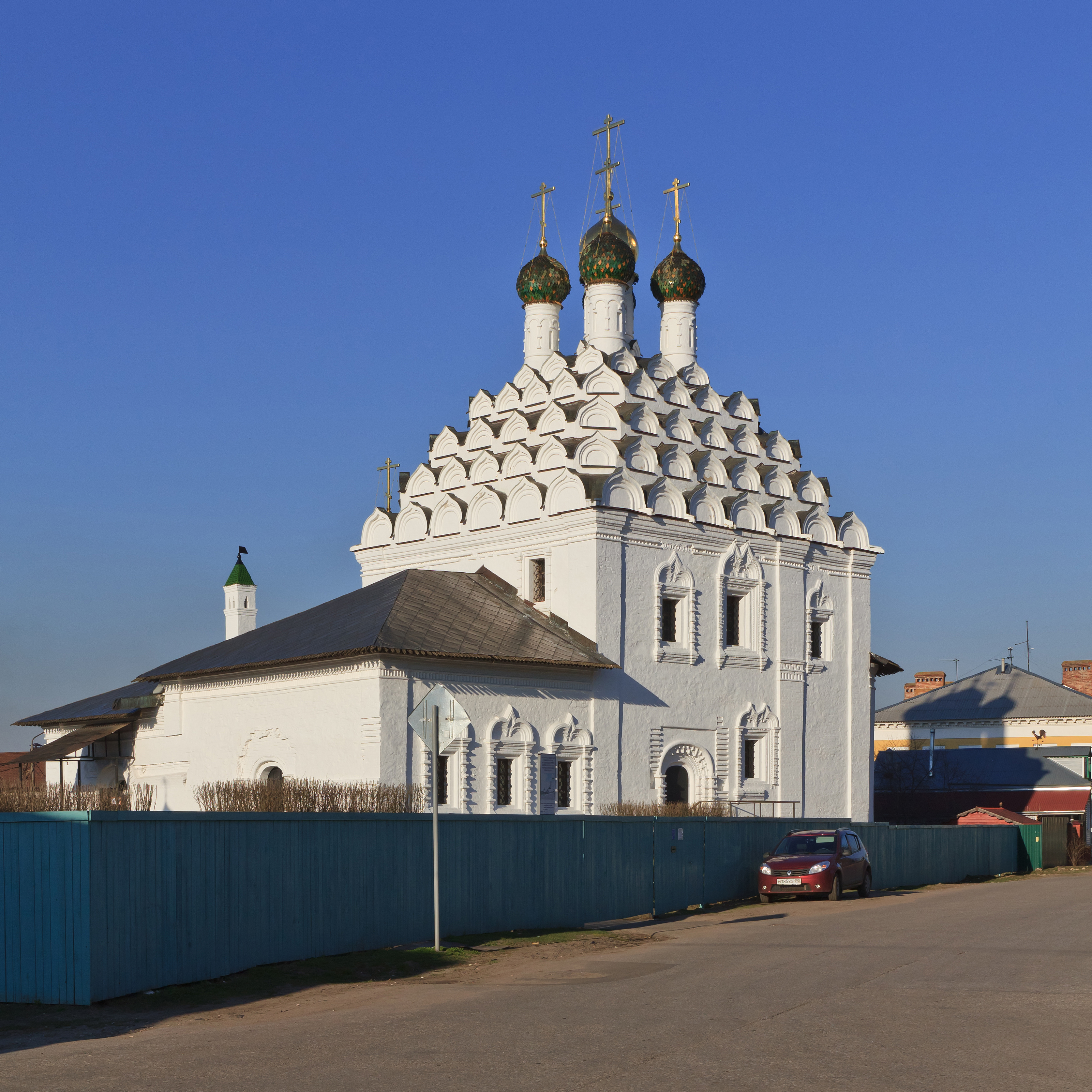
La Iglesia de San Nicolás en Kolomna. Cinco filas de kokóshniks cubren completamente las bóvedas exteriores.
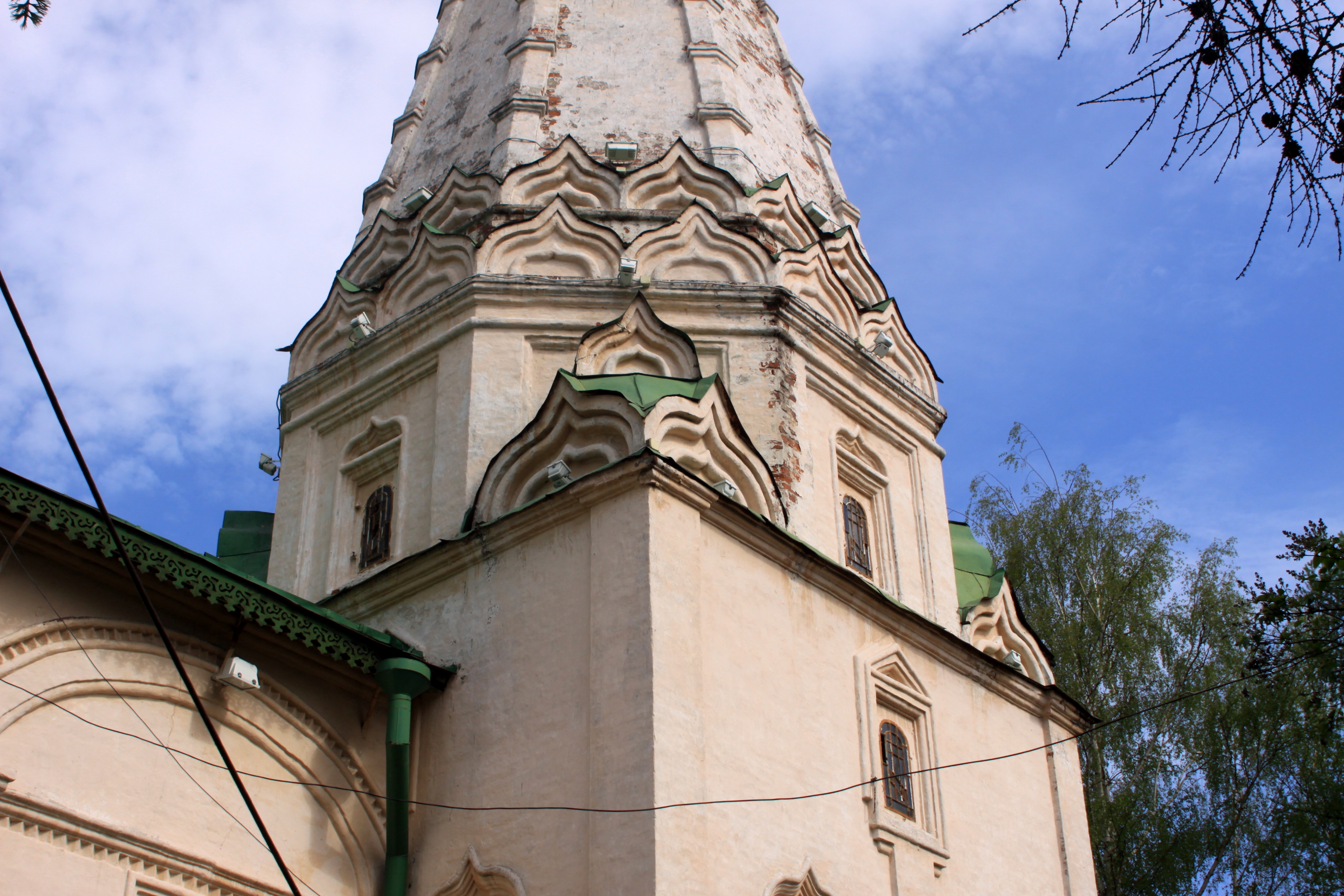
Kokóshniks en quilla de la iglesia del Profeta Elías en Yaroslavl.